# Massacre de l'Escola Politècnica de Mont-real
La massacre a l'Escola Politècnica de Mont-real també coneguda com la Massacre de Mont-real és un acte terrorista que va ocórrer el 6 de desembre de 1989 a l'Escola Politècnica de Mont-real al Quebec.

## Fets
Marc Lépine, de vint-i-cinc anys, armat legalment amb un fusell d'assalt i un ganivet de caça, va disparar contra vint-i-vuit persones, assassinant un total de catorze dones abans de suïcidar-se. Va començar l'atac entrant en una de les classes de la universitat on va separar l'alumnat entre dones i homes. Després de clamar que estava «lluitant contra el feminisme» va disparar a les nou dones de l'aula, matant-ne sis. Després, va caminar pels passadissos, la cafeteria i una altra aula, cercant específicament dones a qui disparar. En total, va assassinar catorze dones i va ferir quatre homes i deu dones en vint minuts de tirotejos, abans d'apuntar-se a si mateix i suïcidar-se.

## Context
Marc Lépine era fill d'una dona francocanadenca i d'un pare algerià, i havia patit abusos per part del pare durant la seva infantesa. En la seva nota suïcida culpava les feministes, a les quals va acusar d'arruïnar-li la vida. També deia que les dones pensaven en mantenir els seus privilegis, sense importar-los arrabassar-los als homes. La nota incloïa una llista de dinou dones del Quebec a les quals considerava feministes i desitjava matar.

## Conseqüències
Des de l'atac, la societat canadenca ha debatut les interpretacions de l'acte terrorista, el seu significat i els motius de Lépine. Molts grups feministes i altres organitzacions van titllar l'atac de misogin i van considerar que mostrava la realitat de la violència contra les dones. En conseqüència, cada aniversari de la massacre es commemora el Dia nacional en record de les víctimes de la violència contra les dones. Altres interpretacions destaquen el sofriment de Lépine en la seva infància, o suggereixen que la massacre fou simplement l'acte aïllat d'un boig. Altres opinions n'han culpabilitzat la violència diària que es mostra en els mitjans de comunicació, l'augment de la pobresa, l'aïllament i el rebuig social, particularment en comunitats immigrants.
La massacre va comportar lleis més estrictes de control d'armes al Canadà i va canviar la tàctica policial en resposta a un tiroteig. També s'ha relacionat aquest tiroteig amb la Massacre del Dawson College on un home d'ascendència índia nascut a Mont-real va assassinar una estudiant i va ferir dinou persones més abans de suïcidar-se.
L'any 2009, el director de cinema Denis Villeneuve va dirigir la pel·lícula Polytechnique que està basada en els fets succeïts a l'Escola Politècnica de Mont-real.